# 水野毅
水野 毅（みずの たけし）は、日本の機械工学者。埼玉大学理工学部教授。元日本機械学会機械力学・計測制御部門長。

## 人物・経歴
1978年東京大学工学部卒業。1980年東京大学大学院工学系研究科修士課程修了、東京大学生産技術研究所助手。
1988年埼玉大学工学部助教授。1990年スイス連邦工科大学客員研究員。2000年埼玉大学工学部教授。工学博士。
2004年日本機械学会機械力学・計測制御部門長。2011年日本機械学会関東支部長。制御工学分野などで優れた業績をあげたとして、日本機械学会機械力学・計測制御部門2017年度部門賞（学術業績賞）を受賞。

## 受賞
- 1983 日本自動制御協会椹木記念賞奨励賞[1]
- 1985 工作機械技術振興賞論文賞[1]
- 1995 精密測定技術振興財団高城賞[1]
- 1996 日本油空圧学会学術論文賞[1]
- 1997 Asia-Pasific Vibration Conference '97 Best Poster Award[1]
- 1997 高度自動化技術振興賞（本賞）[1]
- 1998 計測自動制御学会論文賞[1]
- 1998 日本機械学会創立100周年記念特別表彰[1]
- 1999 日本機械学会機械力学・計測制御部門パイオニア賞[1]
- 2011 日本機械学会機械力学・計測制御部門国際賞[5]
- 2015 日本機械学会関東支部功績賞[6]
- 2018 日本機械学会機械力学・計測制御部門部門賞（学術業績賞）[4]
- 2020 日本機械学会賞（論文）[7]